# 5838 Hamsun
Az 5838 Hamsun (ideiglenes jelöléssel 2170 T-2) a Naprendszer kisbolygóövében található aszteroida. Cornelis Johannes van Houten,  Ingrid van Houten-Groeneveld,  Tom Gehrels fedezte fel 1973. szeptember 29-én.